# 14e cérémonie des Razzie Awards

La 14e cérémonie des Golden Raspberry Awards a eu lieu le 20 mars 1994 à l'hotel Hollywood Roosevelt pour désigner les pires films que l'industrie cinématographique a pu offrir en 1993. La liste des nommés est ci-dessous, avec en gras celui qui a reçu le titre.

## Pire film
Proposition indécente (Paramount)
- Body (MGM-UA)
- Cliffhanger : Traque au sommet (Cliffhanger) (Carolco Pictures/TriStar)
- Last Action Hero (Columbia)
- Sliver (Paramount)

## Pire acteur
Burt Reynolds dans Cop and a Half : film non distribué en France. Titre au Canada : Un flic et demi
- William Baldwin dans Sliver
- Willem Dafoe dans Body
- Robert Redford dans Proposition indécente
- Arnold Schwarzenegger dans Last Action Hero

## Pire actrice
Madonna dans Body
- Melanie Griffith dans Quand l'esprit vient aux femmes (titre original :Born Yesterday) remake de Comment l'esprit vient aux femmes (1950 : oscar de la meilleure actrice)
- Janet Jackson dans Poetic Justice
- Demi Moore dans Proposition indécente
- Sharon Stone dans Sliver

## Pire second rôle masculin
Woody Harrelson dans Proposition indécente
- Tom Berenger dans Sliver
- John Lithgow dans Cliffhanger : Traque au sommet (Cliffhanger)
- Chris O'Donnell dans Les Trois Mousquetaires
- Keanu Reeves dans  Beaucoup de bruit pour rien

## Pire second rôle féminin
Faye Dunaway dans Meurtre par intérim (The Temp)
- Anne Archer dans Body
- Sandra Bullock dans Demolition Man
- Colleen Camp dans Sliver
- Janine Turner dans Cliffhanger : Traque au sommet (Cliffhanger)

## Pire réalisateur
Jennifer Lynch pour Boxing Helena
- Uli Edel pour Body
- Adrian Lyne pour Proposition indécente
- John McTiernan pour Last Action Hero
- Phillip Noyce pour Sliver

## Pire scénario
Proposition indécente, scénario de Amy Holden Jones, inspiré du roman de Jack Engelhard
- Body, écrit par Brad Mirman
- Cliffhanger : Traque au sommet (Cliffhanger), scénario de Michael France et Sylvester Stallone, story-board de Micheal France, basé sur une idée de John Long
- Last Action Hero, scénario de Shane Black & David Arnott, histoire de Zak Penn & Adam Leff
- Sliver, scénario de Joe Eszterhas

## Pire révélation
Janet Jackson dans Poetic Justice
- Roberto Benigni dans Le Fils de la panthère rose
- Mason Gamble dans Denis la Malice
- Norman D. Golden dans Cop and a Half
- Austin O'Brien dans Last Action Hero

## Pire chanson 'originale'
"Addams Family (WHOOMP!)" de Addams Family Values, par Ralph Sall, Steve Gibson et Cecil Glenn
- "Big Gun" from Last Action Hero, écrit par Angus Young et Malcolm Young
- "(You Love Me) In All The Right Places" de Proposition indécente, musique de  John Barry, paroles de Lisa Stansfield, Ian Devaney & Andy Morris